# Euronext Clearing
Euronext Clearing (precedentemente nota come Cassa di Compensazione e Garanzia o CC&G) è la camera di compensazione, anche chiamata «clearing house», del gruppo Euronext, principale mercato finanziario e borsa valori nell'Eurozona.
Nata come "Cassa di Compensazione e Garanzia" come ente centrale di compensazione del solo mercato italiano. Dal 2021 fa parte di Euronext e funge da sistema di garanzia come controparte centrale per i mercati azionari e dei derivati italiani (IDEM) gestiti da Borsa Italiana e per i mercati gestiti da MTS Group e BrokerTec, per quanto riguarda i soli titoli di Stato italiani. Nonché come controparte centrale di numerosi mercati su molteplici sedi di negoziazione, tra cui i mercati azionari di Euronext Amsterdam, Bruxelles, Dublino, Lisbona e Parigi.
Ciò significa che qualunque soggetto partecipi ad un mercato regolamentato (nel caso delle borse valori del gruppo Euronext) deve associarsi a Euronext Clearing, la quale si assume il rischio di insolvenza della controparte diventando essa stessa la controparte nel contratto (si veda la voce compensazione).
Le classi di attività compensate comprendono azioni, ETF, fondi chiusi, derivati finanziari, materie prime (agricoltura ed energia) e reddito fisso (mercati monetario e dei pronti contro termine).
Alfredo Magri ne è Presidente non esecutivo mentre Anthony Attia ricopre il ruolo di Vice Presidente. 
Roberto Pecora è Amministratore delegato di Euronext Clearing da maggio 2023.
Data la rilevanza e la delicatezza per la finanza italiana di questa attività Euronext Clearing è posta sotto la vigilanza della Banca d'Italia e della Consob che ne approvano il regolamento.

## Sistema di autotutela
Per tutelarsi dalle insolvenze CC&G adotta tre livelli di protezione:
- Requisiti di adesione

Se l'intero mercato è garantito da CC&G (mercati presenti su Borsa Italiana) tutti gli operatori devono associarsi a CC&G che si riserva i parametri di ammissione. Ci si può associare come Partecipante Diretto, cioè CC&G diventa la controparte di ogni contratto o come Partecipante Indiretto, cioè un altro intermediario, a sua volta diretto con CC&G, diventa la controparte. È richiesto agli aderenti un patrimonio minimo da comunicare periodicamente a CC&G.
- Sistema dei margini

Gli aderenti devono garantire la copertura dei costi teorici che CC&G sosterrebbe per chiudere la loro posizione in caso di insolvenza, nello scenario di mercato più sfavorevole.
- Risorse patrimoniali e finanziarie

Se l'aderente dovesse essere insolvente le perdite vengono coperte, oltre che con i suddetti margini, con eventuali fideiussioni, con il fondo di garanzia appositamente creato con i versamenti degli iscritti ed infine con il proprio patrimonio. In più CC&G dispone di linee di credito presso le principali banche italiane.